# عملگر دیراک
در ریاضیات و در مکانیک کوانتومی، عملگر دیراک (انگلیسی: Dirac operator) به ریشه‌ی دوم یک عملگر مرتبه دوم دیگر نظیر لاپلاسین گفته می‌شود.